# Naumivka, Krasnopillea
Naumivka (în ucraineană Наумівка) este un sat în așezarea urbană Uhroiidî din raionul Krasnopillea, regiunea Sumî, Ucraina.

## Demografie
Componența lingvistică a localității Naumivka
     Ucraineană (96,42%)
     Rusă (3,36%)
     Alte limbi (0,22%)
Conform recensământului din 2001, majoritatea populației localității Naumivka era vorbitoare de ucraineană (96,42%), existând în minoritate și vorbitori de rusă (3,36%).